# Équation de Falkner-Skan

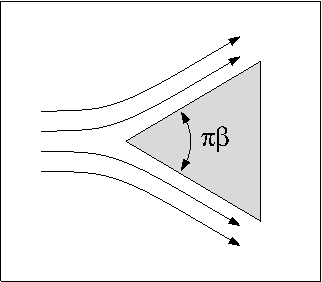
Écoulement sur un dièdre.

L'équation de Falkner-Skan est une équation différentielle solution de l'écoulement potentiel sur un dièdre. Elle généralise l'équation de Blasius pour la plaque plane et la solution de Hiemenz pour le point d'arrêt en écoulement bidimensionnel. Elle a été établie par V. M. Falkner et Sylvia Skan en 1930.

## Solution de Falkner et Skan

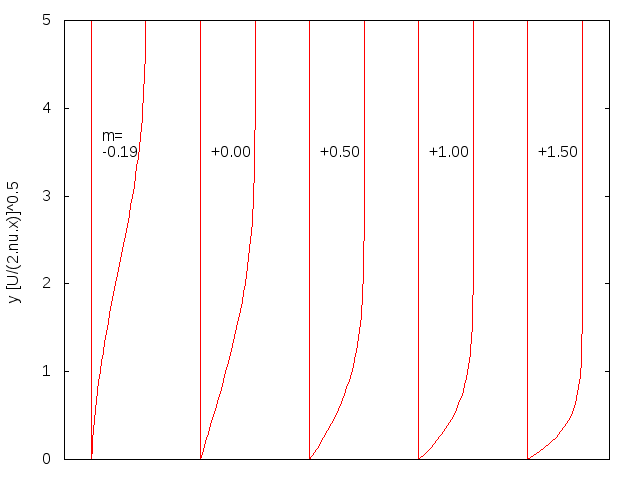
Profils de vitesse Falkner-Skan pour diverses valeurs de m..

On considère l'écoulement potentiel stationnaire sur un dièdre d'angle au sommet {\displaystyle \textstyle \pi \beta } et de longueur L. Celui-ci est plongé dans un écoulement homogène de vitesse {\displaystyle \textstyle V_{\infty }}.
On suppose que la vitesse à l'extérieur de la couche limite est de la forme :
{\displaystyle u_{e}(x)=V_{\infty }\left({\frac {x}{L}}\right)^{m}}
où {\displaystyle \textstyle x\in [0,L]} est l'abscisse comptée le long de la paroi et m un paramètre. L'épaisseur de couche limite est supposée de même forme que celle de la solution de Blasius :
{\displaystyle \delta (x)\;=\;{\sqrt {\frac {\nu x}{u_{e}(x)}}}\;=\;{\sqrt {\frac {2\nu L}{V_{\infty }(m+1)}}}\left({\frac {x}{L}}\right)^{(1-m)/2}}
où {\displaystyle \textstyle \nu } est la viscosité cinématique.
Le potentiel est donné par :
{\displaystyle \phi (x,y)=u_{e}(x)\delta (x)f(\eta )={\sqrt {\frac {2\nu V_{\infty }L}{m+1}}}\left({\frac {x}{L}}\right)^{(m+1)/2}f(\eta )}
où {\displaystyle \textstyle \eta ={\frac {y}{\delta }}} est l'ordonnée réduite et f une fonction à déterminer.
La résolution du problème, analogue à celle du problème de Hiemenz, conduit à l'équation de Falkner-Skan :
{\displaystyle f'''+ff''+\beta \left[1-(f')^{2}\right]=0}
avec les conditions aux limites :
{\displaystyle f(0)=f'(0)=0,\quad f'(\infty )=1}
Les vitesses sont :
{\displaystyle u(x,y)={\frac {\partial \phi }{\partial y}}=u_{e}(x)f'}
et
{\displaystyle v(x,y)=-{\frac {\partial \phi }{\partial x}}=-{\sqrt {{\frac {m+1}{2}}\nu V_{\infty }\left({\frac {x}{L}}\right)^{2m-1}}}\left(f+{\frac {m-1}{m+1}}\eta f'\right)}
L'angle du dièdre peut être déduit des vitesses :
{\displaystyle \beta ={\frac {2m}{m+1}}}
{\displaystyle \textstyle m=\beta =0} correspond à la plaque plane et à la solution de Blasius et {\displaystyle \textstyle m=\beta =1} au point d'arrêt de Hiemenz. {\displaystyle \textstyle m<0} correspond à un gradient de pression adverse, pouvant conduire au décollement de la couche limite.
Douglas Hartree a montré que la solution n'a de sens physique que dans le domaine {\displaystyle \textstyle m>-0.090429} pour lequel {\displaystyle \textstyle \forall \eta \;f(\eta )\leq 1}.

## Généralisation
Cette approche peut être généralisée au cas de l'écoulement compressible